# ديفون وايلي
ديفون وايلي (بالإنجليزية: Devon Wylie)‏ هو لاعب كرة قدم أمريكية ولاعب كرة قدم كندية أمريكي، ولد في 2 سبتمبر 1988 في روزفيل في الولايات المتحدة.

## وصلات خارجية
- ديفون وايلي على موقع مرجع كرة القدم المحترفة.كوم (الإنجليزية)